# 徐启文
徐启文（1911年—1977年1月），男，安徽金寨人，中华人民共和国政治人物，第三届全国人大代表。

## 生平
1931年加入中国共产党。
中华人民共和国成立后，历任中共湖南省委社会部副部长、部长，湖南省公安厅厅长，湖南省人民政府副主席、湖南省人民委员会副省长，中共湖南省委常委、副书记、中共湖南省委书记处书记。1971年病退。